# Oukitel K6000 Plus

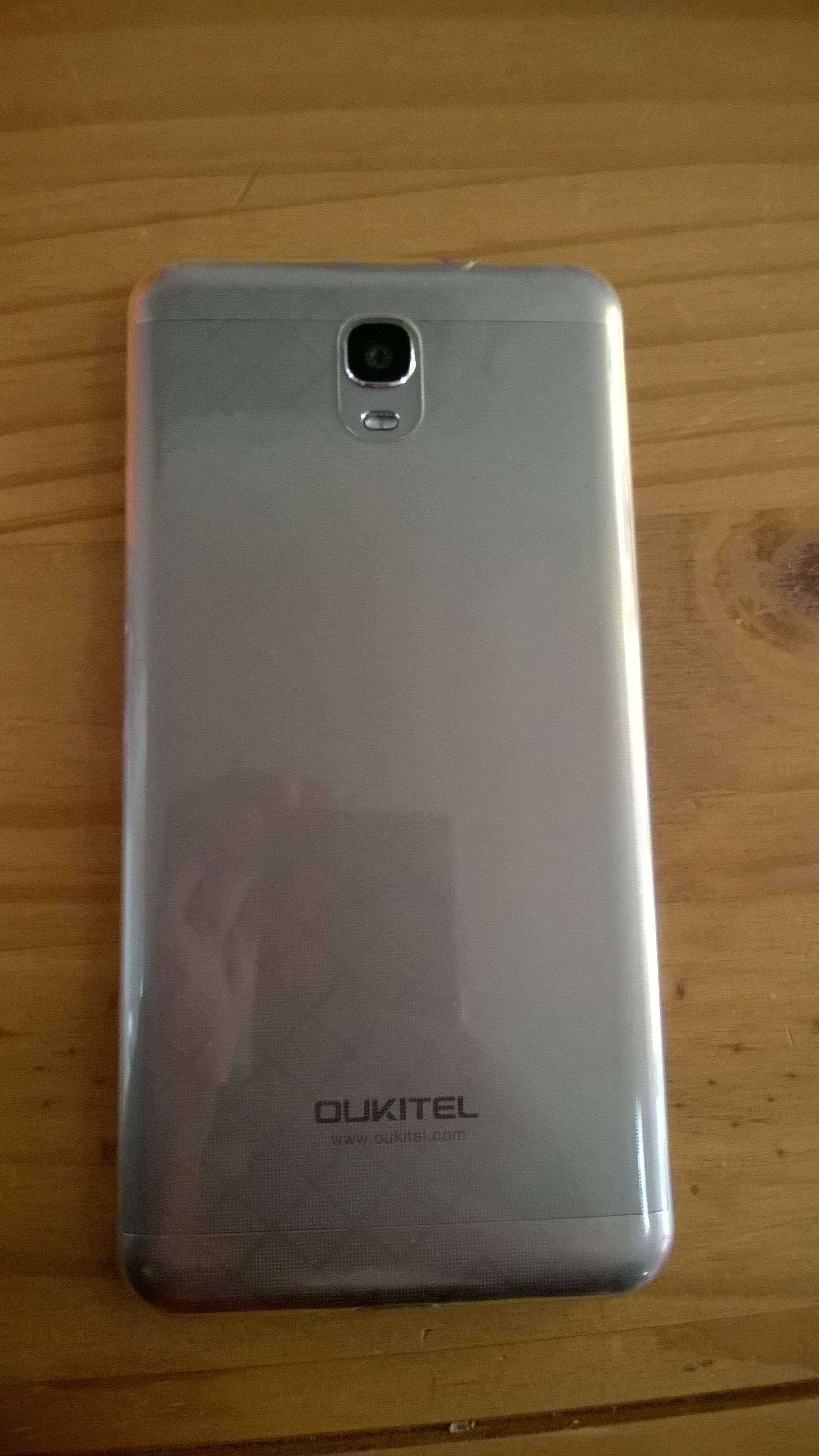
Retro del Oukitel K6000 Plus

Il Oukitel K6000 Plus è uno smartphone di fascia medio/alta con sistema operativo Android Nougat prodotto dalla azienda cinese Oukitel nel luglio 2017, è soprannominato The Conqueror.
Ha un design monoblocco con sensore di impronte digitali nella parte frontale, si presenta in due colorazioni Bianco/Oro e Nero/Grigio. Monta una batteria da 6080 mAh, non removibile, che assicura quasi due giorni di uso intensivo ed ha in dotazione un caricatore veloce da 12V 2A che effettua una ricarica completa, dichiarata dal costruttore, in 1 ora e 40 minuti. Supporta due SIM (di tipo nano) in contemporanea oppure una SIM ed una espansione di memoria tramite microSD fino a 256GB.
Il prezzo dello smartphone al lancio si aggira intorno ai 160€/170€, disponibile solo nei vari negozi online.

## Software
Il Oukitel K6000 plus monta di serie Android Nougat 7.0 in versione stock.

## Confezione
La confezione di vendita comprende:
- Smartphone
- Caricabatterie MicroUSB
- Cover in silicone
- Due pellicole proteggi schermo, di cui una già applicata
- Cavo OTG per trasferire dati o caricare dispositivi compatibili